# Westley Richards & Co.
La Westley Richards & Co., conosciuta più semplicemente come Westley Richards (da non confondere con la W. Richards Ltd di Liverpool), è un'azienda britannica originaria di Birmingham attiva dal 1812 nel settore delle armi da fuoco, rinomata per le innovazioni introdotte nel settore armiero e per la realizzazione artigianale su commissione di fucili da caccia di pregio.
Nel corso della sua storia, la Westley Richards è stata insignita di ben nove royal warrants, a testimonianza dei livelli di eccellenza raggiunti. Il primo fu conferito nel 1840 da Principe Alberto, ed i successivi dalla Regina Vittoria, Re Edoardo VII e Re Giorgio V, l'ultimo dei quali risalente al 1911. La ditta ha ricevuto un royal warrant anche in Persia, da parte dello Scià e della famiglia reale.
Ha guadagnato notorietà a cavallo tra il XIX ed il XX secolo introducendo una serie di innovazioni su armi leggere rivolte sia all'esercito britannico che al mercato civile, nonché realizzando fucili da caccia grossa su commissione di noti esploratori ed avventurieri dell'epoca, nel momento di culmine del colonialismo britannico in India e Africa. 
Nell'arco di più di due secoli di attività, la Westley Richards ha depositato 115 brevetti, che hanno pesantemente influenzato i fucili come li conosciamo oggigiorno. L'azienda è specializzata nella costruzione di fucili basculanti ad anima liscia, express a canne rigate giustapposte o sovrapposte e carabine ad otturatore scorrevole in calibri da safari. 

## Storia

### Le origini
La Westley Richards viene fondata a Birmingham nel 1812 dal ventiduenne William Westley Richards, discendente di una dinastia di armaioli ed artigiani operanti nei settori dell'argenteria ed oreficeria. Subito dopo aver avviato la ditta, conia il motto "to be the maker of as good a gun as can be made" (tradotto, "essere il costruttore di quanto di meglio possa essere considerata un'arma da fuoco"), che viene adoperato come slogan della Westley Richards tutt'oggi.

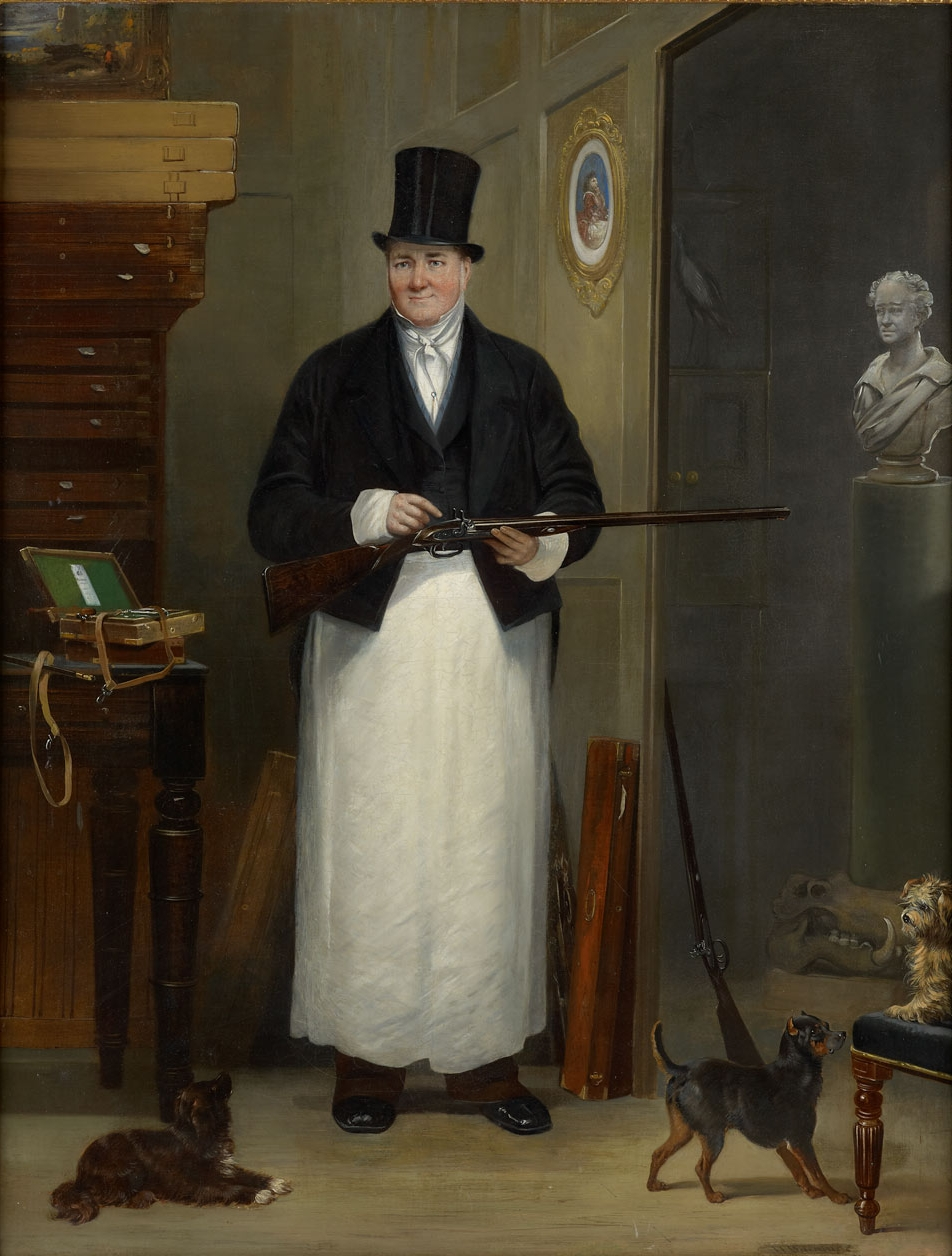
William Bishop (1797–1871), noto come il "Bishop di Bond Street"

Per poter dare seguito a questo obiettivo ambizioso, tre anni più tardi decide di aprire una boutique a Bond Street a Londra, a pochi passi da Buckingham Palace e nel pieno cuore dell'aristocrazia londinese. Il negozio è gestito da un celebre venditore d'armi, William Bishop, che contribuirà in maniera significativa a rendere popolari le armi leggere e gli sport di tiro nell'Inghilterra dell'epoca vittoriana.
La scelta di aprire un'armeria proprio in quei quartieri di Londra in cui viveva un ceto che disponeva di elevato reddito, risulterà vitale per affermarsi in un mercato competitivo come quello dei costruttori britannici di armi di lusso nel periodo di maggiore egemonia del settore, a cavallo tra il XIX e XX secolo. Nel giro di qualche isolato e a pochi anni di distanza gli uni dagli altri, sorgeranno nel cuore di Londra marchi come Boss & Co. nel 1812, James Purdey & Sons nel 1814 e Holland & Holland nel 1835, che con Westley Richards ed altri brand di nicchia degli anni a venire, origineranno un indotto di eccellenza: si parla infatti di "Best Gun", ossia fabbricazioni su commissione, finalizzate al raggiungimento dei più alti livelli qualitativi sotto ogni possibile aspetto, in cui non si bada a spese o tempi di realizzazione. Per molti decenni le best gun londinesi dei vari costruttori saranno caratterizzate da azioni sidelock, sistema introdotto da James Purdey ed in seguito benchmark adottato da tutto il settore.

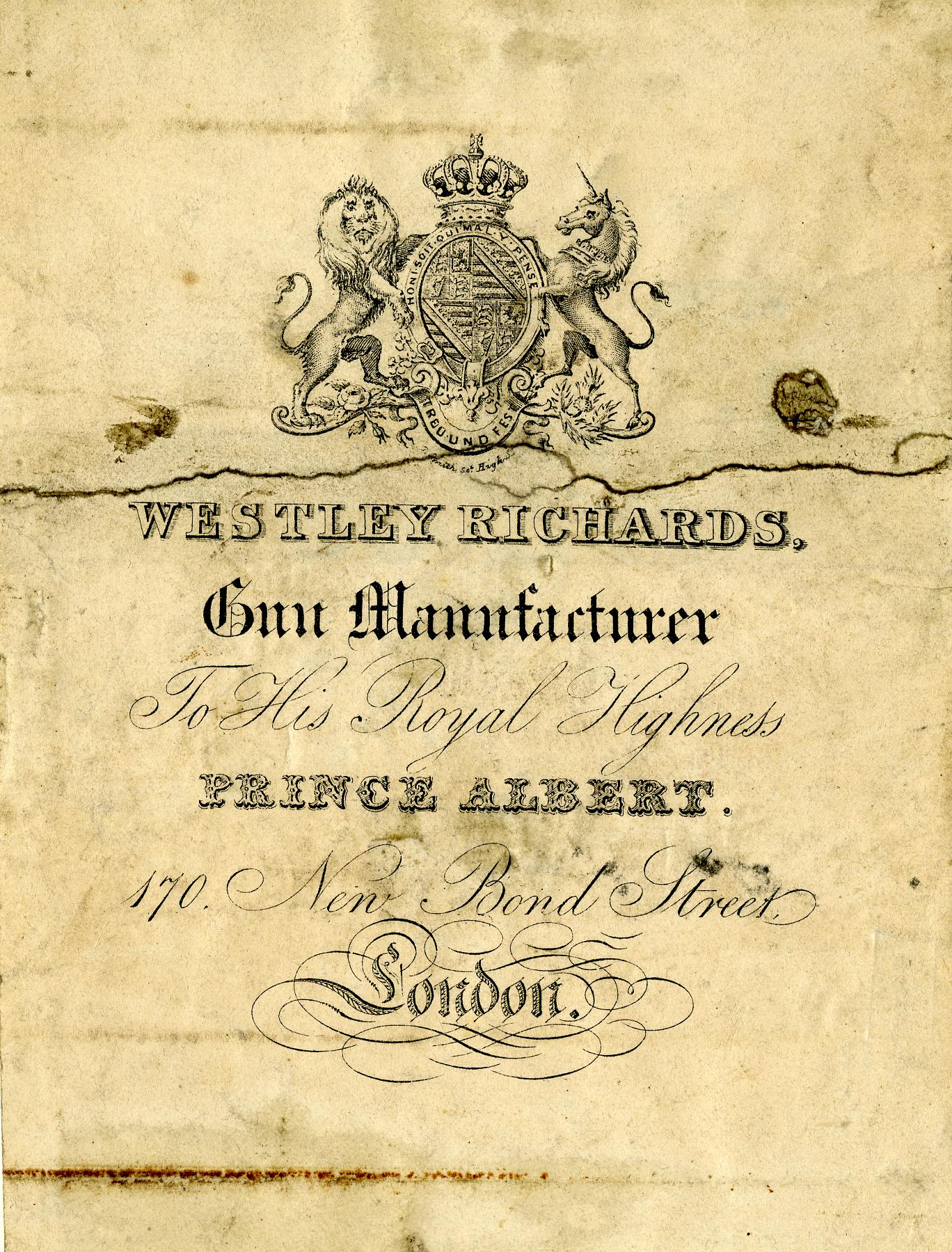
Royal warrant rilasciato a William Westley Richards da Principe Alberto di Sassonia

William Westley Richards si dimostrerà un inventore formidabile. Entro il 1840 avrà registrato quattro brevetti e conseguito il primo di una lunga serie di royal warrant. Tra i brevetti, si annovera in particolare quello del 1834 relativo alle prime mire a sbalzo adottate dall'esercito britannico. Si ritirerà all'età di soli 52 anni, cionondimeno continuerà a registrare ulteriori cinque brevetti durante i successivi quattordici anni di pensionamento.
Seguirà a capo dell'azienda Westley Richards, figlio primogenito del fondatore, che in maniera simile al padre continuerà ad introdurre innovazioni in ambito armiero. Nel giro di tre decadi registrerà ben diciassette brevetti, segnando la transizione dalle armi ad avancarica a quelle a retrocarica. Tra i brevetti, si annoverano in particolare quelli relativi all'azione con culatta a blocco cadente, il moderno collocamento del chiavistello di apertura della bascula e una peculiare protrusione, detta "a testa di bambola", a rinforzo della chiusura delle canne che Westley Richards adotta tutt'oggi.

### Dal mercato domestico a quello coloniale
Nel 1871 subentrerà John Deeley come amministratore delegato della ditta, coadiuvato dall'omonimo figlio, con l'obiettivo di espandere il business della Westley Richards in nuovi mercati. In particolare rivolgerà il proprio interesse alle forniture militari e civili nei mercati africano e indiano, all'epoca per buona parte colonie dell'Impero britannico. 
Anche questa scelta si dimostrerà economicamente vincente, da un lato cavalcando l'onda dei vari conflitti e lotte per l'indipendenza che spesso affliggevano le colonie, come le Guerre boere, in cui svolgeranno un ruolo importante i .450 Westley Richards a blocco cadente, capaci di tener testa ai Martini Henry Mark II dell'esercito britannico; dall'altro lato, in sinergia con altri costruttori britannici in un periodo di generalizzato virtuosismo ingegneristico, contribuendo ad affermare l'uomo come specie dominante sul pianeta nell'epoca dei grandi safari. 
Infatti, gli esploratori europei abituati alla selvaggina locale si erano ritrovati spesso impreparati nel corso del XIX secolo a fronteggiare specie animali esotiche di grandi dimensioni, coriacee e talvolta aggressive come i grandi felini, rinoceronti, ippopotami ed elefanti. Questi ultimi in particolare, oltre a causare gravi danni all'agricoltura locale, sono animali territoriali che possono diventare estremamente aggressivi nei confronti di altri animali e dell'uomo. Le armi dell'epoca, spesso avancarica a canna liscia caricate con polvere nera, si erano dimostrate inadeguate nel difendere l'uomo, incapaci di garantire abbattimenti spuliti, senza provocare inutile sofferenza agli animali. 
Soltanto nell’ultimo quarto di secolo cominciano a diffondersi le cosiddette munizioni Express per fucili a canna rigata, caratterizzate da pallottole di diametro e peso intermedio, ma lunghe cartucce d’ottone contenenti un quantitativo molto elevato di polveri, tale da risultare così in velocità alla volata superiori alla media, necessarie a garantire penetrazione e potere d'arresto anche sulle specie dalle pelli ed ossa più impenetrabili. 

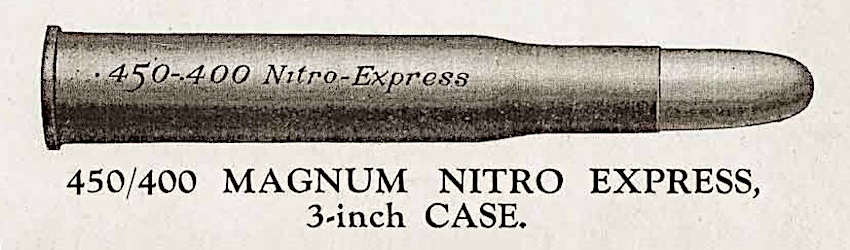
Cartuccia Nitro Express, da un catalogo della Westley Richards d'epoca

Westley Richards ed altri rinomati costruttori inglesi saranno pionieri nella realizzazione e fornitura a cacciatori ed avventurieri di queste nuove armi e munizioni, culminanti col rilascio nel 1898 della cartuccia Nitro Express caricata a cordite, esplosivo a basso potere dirompente a base di nitroglicerina e nitrocellulosa.
Sotto l'amministrazione di John Deeley saranno registrati diciotto brevetti, tra i quali è opportuno menzionare uno dei primi monogrilli di successo commerciale (brevetto n. 21346/1895), nonché due delle innovazioni più iconiche della Westley Richards: in collaborazione con il progettista William Anson, John Deeley finanzia il brevetto n. 1756 del 1875 relativo all'azione boxlock; questa soluzione, che contribuisce a segnare fortemente la transizione dalle doppiette a cani esterni a quelle a cani interni, rivoluzionerà l'intero comparto armiero, verrà in seguito adottata dai principali costruttori, consentendo ad un pubblico più ampio di poter accedere ad armi da caccia sino a quel momento dai costi proibitivi, e godrà di un successo tale da essere ancora oggi la soluzione prevalente sui basculanti dei moderni cacciatori. L'ultimo brevetto che è opportuno citare tra quelli cui è associato il nome di John Deeley, questa volta in collaborazione col manager Leslie B. Taylor, è il n.17731 del 1897 relativo all'azione droplock, vero fiore all'occhiello della Westley Richards, che grazie ad accurati accoppiamenti permette l'estrazione delle batterie del fucile a mano.

### Dal XX secolo ad oggi
Agli albori del XX secolo la produzione Westley Richards viene spostata a Bournbrook, in uno stabilimento progettato dall'architetto Charles Bateman. Westley Richards contribuisce come agente di commercio alla diffusione nell'impero britannico di armi corte e lunghe di produzione Mauser, nonché all'utilizzo di azioni ad otturatore scorrevole Mauser per la realizzazione di carabine proprietarie. La ditta sopravvive alle due Guerre Mondiali fornendo i suoi contributi nel settore della difesa, ma in seguito patisce il forte calo nella domanda di armamenti.
Nel 1957 viene acquistata da Walter Clode per 2.000£, che ne investe ulteriori 12.000£ per renderla nuovamente competitiva. In questo periodo si concentra principalmente sul mercato americano, restaurando armi da safari talvolta correlate a personaggi famosi e battendole all'asta dopo averle promosse in fiere ed eventi a tema in giro per il mondo. In seguito la ditta annuncia la volontà di espandere le proprie attività verso il settore della moda, promuovendo linee di abbigliamento legate alla tradizione dei safari e dei coloriti personaggi che sono stati clienti della Westley Richards. La motivazione ufficiale viene attribuita, in una clientela fatta principalmente di cacciatori, alla possibilità di capitalizzare entrate anche in quei periodi dell'anno in cui la caccia, in certi mercati come quelli europei, incluso quello domestico inglese, è chiusa.
Nel 2012 la maison ha celebrato il suo secondo bicentenario pubblicando il libro di Jeremy Musson, "In Pursuit of the Best Gun" (tradotto, "Rincorrendo l'Arma Migliore").
Ad oggi la direzione è affidata ad Alexander Clode e allo Sceicco Bin Jassim Al Thani, Sultano del Qatar.

## Modelli rilevanti
Westley Richards ha un volume di produzione che si attesta attorno ai trenta fucili prodotti all'anno. Di questi, più di due terzi sono basculanti con azione droplock. Ogni droplock richiede 600-650 ore di lavoro per essere costruito, al netto dell'ulteriore tempo che sarà dedicato per incisioni e cesellature decorative. La lista d'attesa per l'evasione di un ordine è di circa tre anni.

### Fucili basculanti con azione boxlock

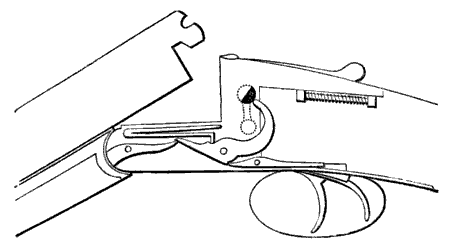
Fucile basculante boxlock con azione aperta e cani armati

L'azione boxlock di Anson & Deeley si basava sul principio che al momento dell'apertura delle canne di un fucile basculante, tale movimento potesse, per mezzo di opportuni leverismi di rinvio, precaricare le molle di armamento delle batterie, i cui cani si trovavano a questo punto non più esposti all'esterno della bascula bensì all'interno della stessa, molto più ravvicinati alle canne rispetto a quanto poteva avvenire in un'azione sidelock a cani interni. Il principio era brillante, la realizzazione semplice ed economica in virtù del minor numero di componenti coinvolte, l'arma diventava così più sicura e robusta, e lo spostamento dei cani dentro la bascula garantiva maggiore affidabilità nonché longevità della meccanica. Inizialmente fu osteggiata da tiratori ed appassionati dell'epoca, che continuarono a promuovere la superiorità delle raffinate azioni sidelock tipiche dei costruttori londinesi, ma alla fine l'azione boxlock si affermò come standard di settore.

### Fucili basculanti con azione droplock
Sostanzialmente un'evoluzione dell'azione descritta in precedenza, è una caratteristica peculiare dei più pregiati basculanti Westley Richards, che consente senza l'uso di utensili la rimozione in blocco di quei meccanismi che tramite leverismi, molle e cani costituiscono le batterie di armamento. L'azione droplock è prodotta in maniera tale che sia impossibile procedere ad un rimontaggio errato delle batterie, anche se effettuato in condizioni di scarsa visibilità. Oltre ad un indiscusso tema di comodità, si annoveranno tra i vantaggi un fattore di sicurezza, in quanto nel giro di pochi secondi è possibile tramutare l'arma in guscio vuoto ed inerte; un fattore di semplicità manutentiva, in quanto è possibile pulire ed ingrassare agevolmente la meccanica altrimenti meno accessibile dell'arma; un fattore di affidabilità, per quanto una meccanica più manutenuta è certamente più affidabile, ma anche perché possibile sostituire immediatamente un'eventuale batteria guasta con una gemella di ricambio. In particolare questi ultimi due elementi, congiuntamente al fatto che l'azione droplock è implementabile tanto sui fucili a canne lisce che sugli express a canne rigate, ha fatto dei Westley Richards la quintessenziale arma da safari africano, la cui caratteristica terra rossa e polverosa si infila facilmente ovunque ed è necessario potersi arrangiare in caso di malfunzionamenti o guasti imprevisti dell'arma. Di contro l'azione droplock richiede chiaramente accoppiamenti meccanici estremamente raffinati per poter funzionare bene, e questo ne lievita notevolmente i costi di conseguenza.

## Abbigliamento ed accessori
Dal 2009 in avanti la Westley Richards ha cominciato ad investire in linee di moda che riportassero il proprio marchio. Dedicate ad un segmento di clientela chiaramente appassionato di caccia e tiro, la ditta ha affermato che questi clienti avrebbero beneficiato di un ulteriore brand di lusso attivo nel settore dell'abbigliamento.
La Westley Richards offre pertanto delle linee uomo e donna di abbigliamento, calzature e accessori, sia per la persona come borse e guanti, sia come arredamento per la casa. Offre inoltre una linea specifica per l'abbigliamento da safari, ispirato ai capi tradizionali adoperati da clienti come Selous ed Hemingway. Sin dal momento del lancio, pare che gli introiti relativi alle linee di abbigliamento concorrano a circa il 50% del volume d'affari della Westley Richards.

## Nella cultura di massa
Con il conseguimento del primo royal warrant già dal 1840, la Westley Richards ha saputo consolidarsi negli anni una reputazione di eccellenza tale da garantire al costruttore una clientela di rilievo. 
Un Westley Richards Droplock calibro 12 è esposto nella Royal Gunroom a Sandringham House, storica residenza della Regina Elisabetta II.

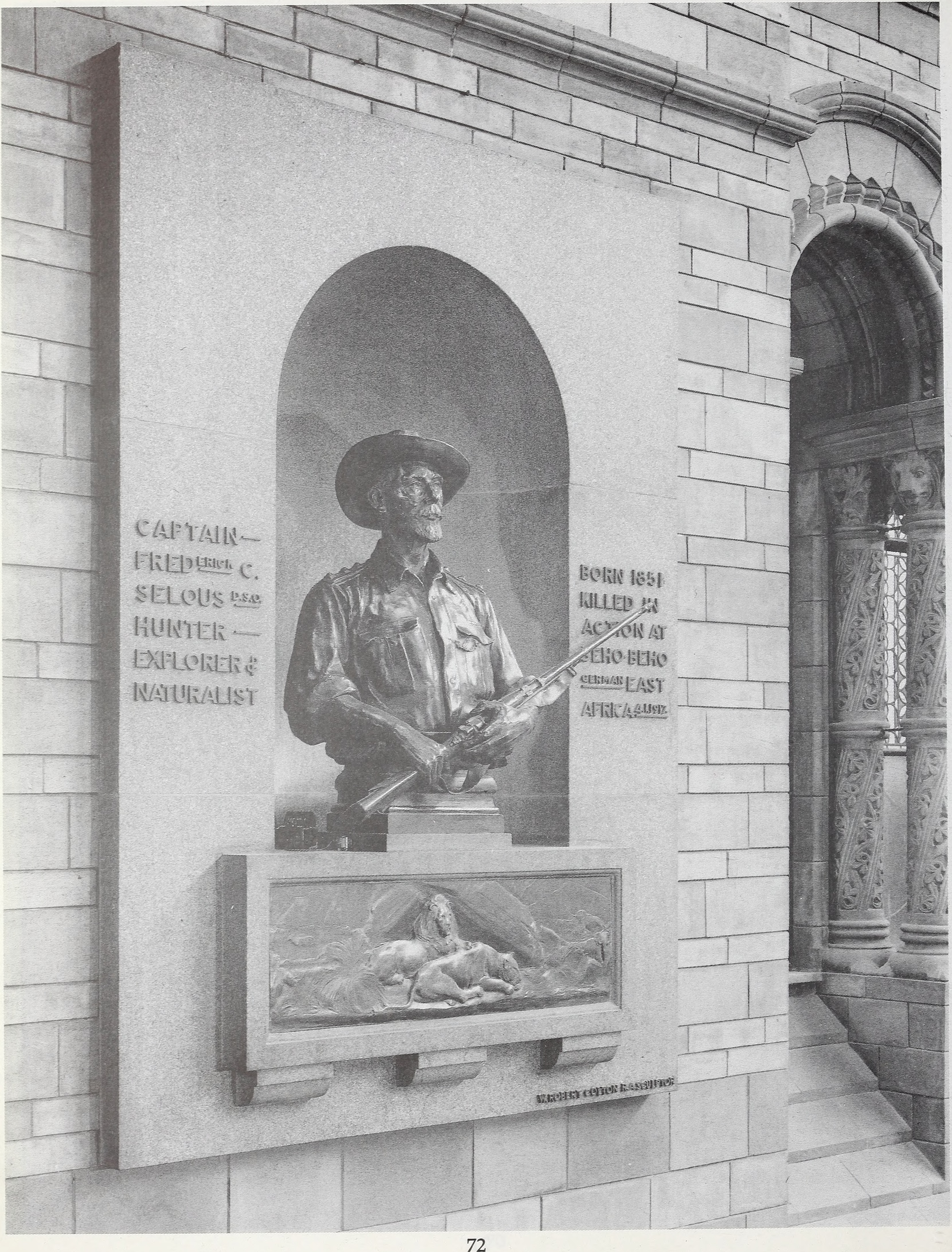
Busto di F.C. Selous posizionato sulla scalinata della hall del Natural History Museum di Londra

L'avventuriero Frederick Courtney Selous, al quale si deve buona parte della collezione di piante ed animali esposti al Natural History Museum di Londra, nonché fonte primaria d'ispirazione per il personaggio letterario di Allan Quatermain, ha posseduto come suo ultimo fucile un Westley Richards di cui scrisse, nel 1912: "Non posso che attribuire al vostro fucile calibro .425 i più alti meriti. Se solo lo avessi avuto ai tempi in cui cacciavo elefanti, sono certo che ne avrei potuti abbattere tre o quattro volte tanto".
A partire dagli anni '20, Jai Singh Prabhakar Bahadur, Maharaja di Alwar, fu proprietario di diversi Westley Richards. Anche il Maharaja Bhupinder Singh possedeva svariati fucili, uno successivamente battuto all'asta per 30.000£.
George Eastman menzionò il suo Westley Richards nel libro Chronicles of an African Trip pubblicato nel 1927. Anche l'attore Stewart Granger era noto possedere dei Westley, e pare che uno di essi sia stato portato dall'attore in Africa durante le riprese del film Le miniere di re Salomone del 1950.
Lo scrittore Ernest Hemingway è stato proprietario di diversi fucili Westley Richards. Uno di essi, in calibro .577 Nitro Express, è stato battuto all'asta nel 2011 per la cifra di 295.000£.
Il naturalista e cacciatore esperto di grossi felini Jim Corbett menzionò il suo Westley Richards .250 nel libro La Tigre del Tempio ed altri mangia-uomini di Kumaon pubblicato nel 1957.

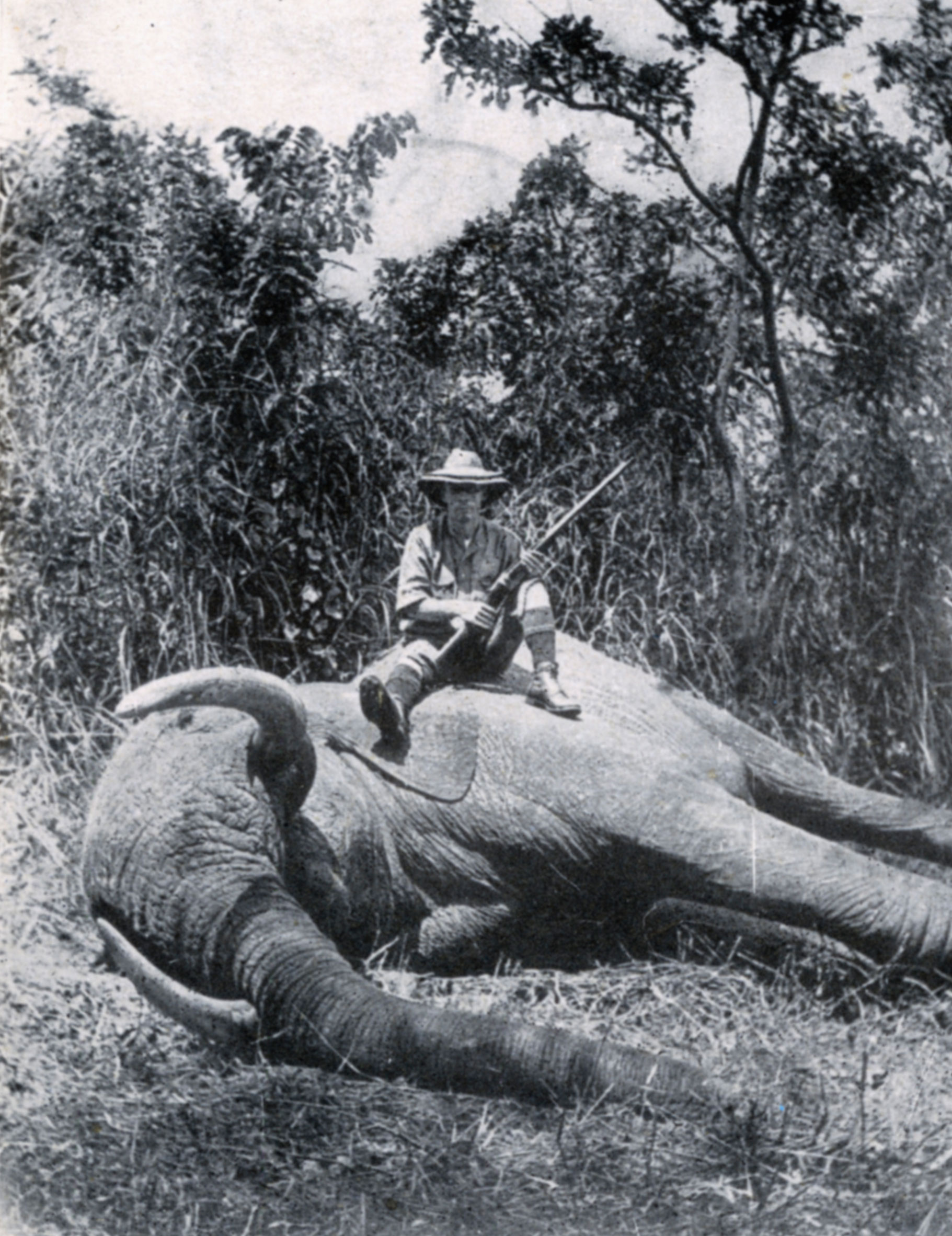
J. H. Sutherland posa su un elefante che ha abbattuto con il suo Westley Richards Droplock calibro .577 NE

Il cacciatore professionista James H. Sutherland, a cui si attribuiscono 1.300-1.600 elefanti abbattuti, era noto usare un Westley Richards monogrillo in .577 Nitro Express per la caccia grossa a corto raggio, ed un altro Westley in .318 per la caccia ad ampio raggio di animali di dimensioni ridotte che non consentivano l'avvicinamento. Alla sua morte il fucile .577 è passato prima al suo amico, Maggiore G. H. Anderson, in seguito è stato battuto all'asta nel 2007 per 68.000£.
Nella cultura di massa, le armi Westley Richards trovano spazio in quei media che riprendono i temi o i personaggi del genere Mondo perduto, e che rappresentano dunque in maniera più o meno romanticizzata la figura archetipica del grande cacciatore bianco. Vale la pena menzionare la pellicola La mia Africa, in cui Meryl Streep interpreta Karen Blixen e caccia con un Westley Richards calibro .318, ed il film Tremors 2: Aftershocks, in cui il Westley Richards 480 di Burt Grummer si dimostra un'arma devastante nei confronti dei graboid. Di contro, altre produzioni moderne tendono a rappresentare in maniera stereotipata e spesso negativa personaggi un tempo celebrati come avventurieri. Vale la pena menzionare in tal senso la scena del film Ace Ventura - Missione Africa, in cui Vincent Cadby recupera da una parete e punta ad Ace Ventura un Westley Richards 480, e Dove vai sono guai! in cui il comico Jerry Lewis, addetto alle vendite nel reparto caccia, spara con un Westley Richards 480 salvo venire sbalzato attraverso diversi dal potente rinculo.